# Hagsjön (Hagshults socken, Småland)
Hagsjön är en sjö i Vaggeryds kommun i Småland och ingår i Lagans huvudavrinningsområde. Sjön har en area på 0,246 kvadratkilometer och ligger 176,9 meter över havet. Sjön avvattnas av vattendraget Hagsjöbäcken.

## Delavrinningsområde
Hagsjön ingår i det delavrinningsområde (635868-140447) som SMHI kallar för Mynnar i Lagan. Avrinningsområdets medelhöjd är 198 meter över havet och ytan är 17,52 kvadratkilometer. Det finns inga delavrinningsområden uppströms utan avrinningsområdet är högsta punkten. Hagsjöbäcken som avvattnar avrinningsområdet har biflödesordning 2, vilket innebär att vattnet flödar genom totalt 2 vattendrag innan det når havet efter 189 kilometer. Delavrinningsområdet består mestadels av skog (71 procent) och sankmarker (18 procent). Avrinningsområdet har 0,28 kvadratkilometer vattenytor vilket ger det en sjöprocent på 1,6 procent.